# Valdes Pasolini
Valdes Pasolini (ur. 3 czerwca 1962) – sanmaryński piłkarz występujący na pozycji pomocnika lub napastnika, reprezentant San Marino w latach 1990–1996, zdobywca pierwszej bramki w historii reprezentacji.

## Kariera klubowa
W trakcie swojej kariery zawodniczej występował na pozycji ofensywnego pomocnika lub napastnika, grając wyłącznie na poziomie amatorskim – w sanmaryńskich klubach SS Juvenes i SS Cosmos oraz włoskim AC Ponte Verucchio. Jako gracz SS Cosmos wywalczył on tytuł mistrza San Marino za sezon 2000/01 oraz dwukrotnie Puchar San Marino w latach 1995 i 1999. W sezonie 2003/04 zakończył grę w piłkę nożną.

## Kariera reprezentacyjna
Pasolini był jednym z zawodników powoływanych w połowie lat 80. XX wieku przez Giulio Cesare Casaliego do nowo powstałej reprezentacji San Marino, która rozpoczęła rozgrywać mecze sparingowe, oczekując na przyjęcie FSGC do FIFA oraz UEFA. 28 marca 1986 wystąpił w pierwszym międzypaństwowym meczu reprezentacji przeciwko Kanadzie U-23 (0:1) w Serravalle. W 1987 roku wziął udział w Igrzyskach Śródziemnomorskich, gdzie San Marino rozegrało 3 spotkania przeciwko Libanowi, Syrii i Turcji U-23 i z dorobkiem 1 punktu zajęło 4. lokatę w grupie.
14 listopada 1990 oficjalnie zadebiutował w reprezentacji San Marino prowadzonej przez Giorgio Leoniego w przegranym 0:4 meczu ze Szwajcarią w ramach eliminacji Mistrzostw Europy 1992. Był to pierwsze spotkanie rozegrane przez San Marino pod egidą UEFA. 27 marca 1991 zdobył swoją jedyną bramkę dla drużyny narodowej w przegranym 1:3 meczu przeciwko Rumunii w Serravalle, gdy w 26. minucie pokonał Florina Pruneę strzałem z rzutu karnego. Był to zarazem pierwszy w historii gol zdobyty przez reprezentację San Marino w spotkaniu międzypaństwowym. Ogółem w latach 1990-1996 Pasolini rozegrał w reprezentacji 14 oficjalnych spotkań i zdobył 1 bramkę.

### Bramki w reprezentacji
| Lp. | Data          | Miejsce                        | Przeciwnik | Bramka | Rezultat | Ranga meczu                       |
| --- | ------------- | ------------------------------ | ---------- | ------ | -------- | --------------------------------- |
| 1.  | 27 marca 1991 | Stadion Olimpijski, Serravalle | Rumunia    | 1:1    | 1:3      | Eliminacje Mistrzostw Europy 1992 |

## Sukcesy
SS Cosmos
- mistrzostwo San Marino: 2000/01
- Puchar San Marino: 1995, 1999

## Odznaczenia
- Złoty Medal za Zasługi Sportowe[12].